# Okręg wyborczy Zachód
Okręg wyborczy Zachód – okręg wyborczy w Rodezji Południowej, powstał w 1903 roku i wysyłał do Rady Rodezji Południowej dwóch deputowanych. W 1905 ich liczbę zwiększono do trzech, w 1914 zmniejszono do jednego, a w 1924 powiększono do dwóch. Okręg zlikwidowano w 1928 r. Został reaktywowany w roku 1939 jako okręg jednomandatowy, potem ponownie go zlikwidowano i przywrócono dopiero w 1979 r., po powstaniu Zimbabwe Rodezji znów jako okręg jednomandatowy, w którym prawo głosu posiadali biali. Zlikwidowany w 1987 r. w wyniku odrzucenia Porozumienia w Lancaster House, które gwarantowało białym miejsca w Izbie Zgromadzenia.

## Radni, deputowani do Zgromadzenia Ustawodawczego oraz Izby Zgromadzenia z okręgu Zachód
- 1903 – 1908: William Henry Haddon, bezpartyjny
- 1903 – 1908: William Napier, bezpartyjny
- 1905 – 1914: Gordon Forbes, bezpartyjny
- 1908 – 1911: Robert Alexander Fletcher, bezpartyjny
- 1908 – 1914: Charles Coghlan, bezpartyjny
- 1911 – 1914: George Mitchell, bezpartyjny
- 1914 – 1920: William Bucknal, bezpartyjny
- 1920 – 1928: Robert Alexander Fletcher, bezpartyjny, od 1927 Partia Progresywna
- 1924 – 1928: John Richardson, Partia Rodezji
- 1939 – ?: Patrick Fletcher, Partia Zjednoczona
- 1979 – 1985: Alexander Mosley, Front Rodezyjski, od 1981 Front Republikański
- 1985 – 1987: Stephen Locke, Konserwatywny Sojusz Zimbabwe